# Luisa Eleonora di Hohenlohe-Langenburg
Luisa Eleonora di Hohenlohe-Langenburg (Langenburg, 11 agosto 1763 – Meiningen, 30 aprile 1837) è stata una nobildonna tedesca, per nascita principessa della Casa di Hohenlohe-Langenburg e per matrimonio Duchessa consorte e poi Reggente di Sassonia-Meiningen.

## Biografia
Luisa Eleonora era una figlia del principe Cristiano Alberto Ludovico di Hohenlohe-Langenburg e della moglie Carolina, nata principessa di Stolberg-Gedern (1732-1796); il 27 novembre 1782, a Langenburg, Luisa Eleonora sposò Giorgio I, duca di Sassonia-Meiningen.
Alla morte del marito, avvenuta il 24 dicembre 1803, essa assunse la reggenza del ducato per conto del figlio Bernardo II. Il Ducato di Sassonia-Meiningen venne costretto ad unirsi alla Confederazione del Reno durante le guerre napoleoniche e a fornire delle truppe; terminato il periodo bellico, la popolazione fu colpita da una carestia, che Luisa Eleonora cercò di alleviare attraverso l'importazione di frumento. Attraverso degli accorgimenti riguardanti l'amministrazione del ducato si assicurò che esso venisse gestito con più efficienza e nel 1821 fu così in grado di aprire a Meiningen il Gymnasium Bernhardinum, un progetto iniziato dal defunto marito.
I figli di Luisa Eleonora e di Giorgio I vennero attentamente educati ed in particolare fu molto importante per la loro formazione il Grand Tour in Italia, compiuto sotto la guida del filosofo e pedagogo Johann Heinrich Pestalozzi.
Quando il figlio raggiunse l'età adulta, Luisa Eleonora si dedicò a numerosi viaggi all'estero, tra cui uno in Inghilterra per visitare la figlia Adelaide, sposata a quello che sarebbe divenuto re Guglielmo IV.

## Discendenza
Luisa Eleonora e Giorgio I ebbero tre figli:
- Adelaide (1792-1849), con la quale Luisa instaurò una profonda relazione; nel 1818 essa sposò il principe Guglielmo, duca di Clarence e si dovette instaurare una tassa speciale nel ducato per raccogliere i fondi necessari per pagare il prezzo della cospicua dote;
- Ida (1794-1852), sposò il principe Bernardo di Sassonia-Weimar-Eisenach;
- Bernardo II, duca di Sassonia-Meiningen (1800-1882), sposò la principessa Maria Federica d'Assia-Kassel (1804-1888).

## Ascendenza
|                                                         |                                                |                                                         | Genitori                                                     |  |  | Nonni |  |  | Bisnonni                                            |  |  | Trisnonni                                             |  |
|                                                         |                                                |                                                         |                                                              |  |  |       |  |  | 8. Albrecht Wolfgang, conte di Hohenlohe-Langenburg |  |  | 16. Heinrich Friedrich, conte di Hohenlohe-Langenburg |  |
|                                                         |                                                |                                                         |                                                              |  |  |       |  |  | 8. Albrecht Wolfgang, conte di Hohenlohe-Langenburg |  |  | 16. Heinrich Friedrich, conte di Hohenlohe-Langenburg |  |
|                                                         |                                                | 17. Juliana Dorothea zu Castell-Remlingen               |                                                              |  |  |       |  |  | 8. Albrecht Wolfgang, conte di Hohenlohe-Langenburg |  |  |                                                       |  |
| 4. Ludwig, principe di Hohenlohe-Langenburg             |                                                |                                                         |                                                              |  |  |       |  |  | 8. Albrecht Wolfgang, conte di Hohenlohe-Langenburg |  |  |                                                       |  |
|                                                         |                                                | 9. Sophia Amalia von Nassau-Saarbrücken                 | 18. Gustav Adolf, conte di Nassau-Saarbrücken                |  |  |       |  |  |                                                     |  |  |                                                       |  |
|                                                         |                                                | 9. Sophia Amalia von Nassau-Saarbrücken                 | 18. Gustav Adolf, conte di Nassau-Saarbrücken                |  |  |       |  |  |                                                     |  |  |                                                       |  |
|                                                         |                                                | 9. Sophia Amalia von Nassau-Saarbrücken                 | 19. Eleonore Klara von Hohenlohe-Neuenstein                  |  |  |       |  |  |                                                     |  |  |                                                       |  |
| 2. Christian Albrecht, principe di Hohenlohe-Langenburg |                                                | 9. Sophia Amalia von Nassau-Saarbrücken                 |                                                              |  |  |       |  |  |                                                     |  |  |                                                       |  |
|                                                         |                                                | 10. Ludwig Kraft, conte di Nassau-Saarbrücken           | 20. Gustav Adolf, conte di Nassau-Saarbrücken                |  |  |       |  |  |                                                     |  |  |                                                       |  |
|                                                         |                                                | 10. Ludwig Kraft, conte di Nassau-Saarbrücken           | 20. Gustav Adolf, conte di Nassau-Saarbrücken                |  |  |       |  |  |                                                     |  |  |                                                       |  |
|                                                         |                                                | 10. Ludwig Kraft, conte di Nassau-Saarbrücken           | 21. Eleonora Clara zu Hohenlohe-Neuenstein                   |  |  |       |  |  |                                                     |  |  |                                                       |  |
| 5. Eleonore von Nassau-Saarbrücken                      |                                                | 10. Ludwig Kraft, conte di Nassau-Saarbrücken           |                                                              |  |  |       |  |  |                                                     |  |  |                                                       |  |
|                                                         |                                                | 11. Philippine Henriette zu Hohenlohe-Langenburg        | 22. Heinrich Friedrich, conte di Hohenlohe-Langenburg        |  |  |       |  |  |                                                     |  |  |                                                       |  |
|                                                         |                                                | 11. Philippine Henriette zu Hohenlohe-Langenburg        | 22. Heinrich Friedrich, conte di Hohenlohe-Langenburg        |  |  |       |  |  |                                                     |  |  |                                                       |  |
|                                                         |                                                | 11. Philippine Henriette zu Hohenlohe-Langenburg        | 23. Juliane Dorothea zu Castell-Remlingen                    |  |  |       |  |  |                                                     |  |  |                                                       |  |
| 1. Louise Eleonore zu Hohenlohe-Langenburg              |                                                | 11. Philippine Henriette zu Hohenlohe-Langenburg        |                                                              |  |  |       |  |  |                                                     |  |  |                                                       |  |
|                                                         | 12. Ludwig Christian, conte di Stolberg-Gedern | 24. Heinrich Ernst, conte di Stolberg-Wernigerode       |                                                              |  |  |       |  |  |                                                     |  |  |                                                       |  |
|                                                         | 12. Ludwig Christian, conte di Stolberg-Gedern | 24. Heinrich Ernst, conte di Stolberg-Wernigerode       |                                                              |  |  |       |  |  |                                                     |  |  |                                                       |  |
|                                                         | 12. Ludwig Christian, conte di Stolberg-Gedern | 25. Anna Elisabeth zu Stolberg-Wernigerode              |                                                              |  |  |       |  |  |                                                     |  |  |                                                       |  |
| 6. Friedrich Carl, conte di Stolberg-Gedern             | 12. Ludwig Christian, conte di Stolberg-Gedern |                                                         |                                                              |  |  |       |  |  |                                                     |  |  |                                                       |  |
|                                                         |                                                | 13. Christine von Mecklenburg-Güstrow                   | 26. Gustav Adolf, duca di Meclemburgo-Güstrow                |  |  |       |  |  |                                                     |  |  |                                                       |  |
|                                                         |                                                | 13. Christine von Mecklenburg-Güstrow                   | 26. Gustav Adolf, duca di Meclemburgo-Güstrow                |  |  |       |  |  |                                                     |  |  |                                                       |  |
|                                                         |                                                | 13. Christine von Mecklenburg-Güstrow                   | 27. Magdalena Sibylla von Schleswig-Holstein-Gottorf         |  |  |       |  |  |                                                     |  |  |                                                       |  |
| 3. Caroline zu Stolberg-Gedern                          |                                                | 13. Christine von Mecklenburg-Güstrow                   |                                                              |  |  |       |  |  |                                                     |  |  |                                                       |  |
|                                                         |                                                | 14. Ludwig Kraft, conte di Nassau-Saarbrücken (= 10)    | 28. Gustav Adolf, conte di Nassau-Saarbrücken (= 20)         |  |  |       |  |  |                                                     |  |  |                                                       |  |
|                                                         |                                                | 14. Ludwig Kraft, conte di Nassau-Saarbrücken (= 10)    | 28. Gustav Adolf, conte di Nassau-Saarbrücken (= 20)         |  |  |       |  |  |                                                     |  |  |                                                       |  |
|                                                         |                                                | 14. Ludwig Kraft, conte di Nassau-Saarbrücken (= 10)    | 29. Eleonora Clara zu Hohenlohe-Neuenstein (= 21)            |  |  |       |  |  |                                                     |  |  |                                                       |  |
| 7. Luise von Nassau-Saarbrücken                         |                                                | 14. Ludwig Kraft, conte di Nassau-Saarbrücken (= 10)    |                                                              |  |  |       |  |  |                                                     |  |  |                                                       |  |
|                                                         |                                                | 15. Philippine Henriette zu Hohenlohe-Langenburg (= 11) | 30. Heinrich Friedrich, conte di Hohenlohe-Langenburg (= 22) |  |  |       |  |  |                                                     |  |  |                                                       |  |
|                                                         |                                                | 15. Philippine Henriette zu Hohenlohe-Langenburg (= 11) | 30. Heinrich Friedrich, conte di Hohenlohe-Langenburg (= 22) |  |  |       |  |  |                                                     |  |  |                                                       |  |
|                                                         |                                                | 15. Philippine Henriette zu Hohenlohe-Langenburg (= 11) | 31. Juliane Dorothea zu Castell-Remlingen (= 23)             |  |  |       |  |  |                                                     |  |  |                                                       |  |
|                                                         |                                                | 15. Philippine Henriette zu Hohenlohe-Langenburg (= 11) |                                                              |  |  |       |  |  |                                                     |  |  |                                                       |  |